# Valeri Solodtchouk
Valeri Nikolaïevitch Solodtchouk (en russe : Валерий Николаевич Солодчук), né le 24 mars 1971 à Astrakhan, est un officier russe, commandant de la 36e armée combinée depuis janvier 2020, lieutenant-général (2021),.

## Biographie
Après des études à l'École militaire Souvorov de Léningrad, Valeri Solodtchouk entre à l'École de commandement aéroporté de Riazan, dont il sort diplômé en 1992.
Il sert d'abord en tant que commandant de peloton, puis de chef d'état-major régimentaire. En 2004, il est diplômé de l'Académie interarmes des Forces armées de la fédération de Russie.
En 2012, il est diplômé de l'Académie militaire de l'état-major général des forces armées. De 2012 à 2014, il commande la 7e division d'assaut aéroporté de Novorossiïsk des troupes aéroportées de la fédération de Russie.
De 2015 à 2017, il est commandant adjoint de la 5e armée du district militaire est. De 2017 à 2020, il sert comme chef d'état-major de la 36e armée stationnées en république de Bouriatie, au sud-est du lac Baïkal. Depuis janvier 2020, Solodtchouk est le commandant de la 36e armée, passant au grade de lieutenant-général en janvier 2021.
Il aurait été tué lors l'attaque du 20 novembre 2024 par des missiles de croisière Storm Shadow sur le poste de commandement souterrain de Marino, situé dans le raïon de Rylsk dans l'oblast de Koursk, avec 18 soldats russes et 500 soldats de la RPDC . En mai 2025, il est toutefois nommé commandant en chef du groupe des armées du district central, contredisant la nouvelle de sa mort .